# 聖徳大学
聖徳大学（せいとくだいがく、英語: Seitoku University）は、千葉県松戸市岩瀬550に本部を置く日本の私立大学。1933年創立、1990年大学設置。大学の略称は聖徳。

## 概要

### 大学全体
人間教育「和」を謳った女子一貫教育を行う学校法人東京聖徳学園が経営する。併設校に聖徳大学短期大学部がある。学長（兼・法人理事長）は川並弘純。
全ての学部に大学院を設置し、学部・大学院・短期大学部の全てに通信教育課程を設置する。また、児童学研究所を始め、心理教育、言語文化、生涯教育の4研究所と家族問題相談センターの5つの特化研究施設を設けている。なお、大学院および通信教育課程については男女共学となっている。
2019年、高等教育の無償化制度に大学側が申し込まず、同制度の対象外となることが決まった。

### 建学の理念
聖徳太子の「和」の精神を建学の理念として掲げ、創立以来「人間教育」という一本の大きな柱を守り、「女性総合大学でなければ学ぶことのできない、女性にふさわしい教育」を謳っている。

### 施設
2004年12月には東京都港区にサテライトキャンパスを開設。さらに、翌2005年4月松戸駅前に15階建ての生涯学習社会貢献センターを新設した。附属校・関連校には、幼稚園（7園）、小学校（1校）、中学校（2校）、高等学校（2校）、専門学校（幼児教育専門学校）がある。

## 沿革
年表は聖徳大学HP「歴史と現状」に拠る。
- 1933年 川並香順・孝子夫妻により東京市大森区（現：東京都大田区）に聖徳家政学院 設立。
- 1949年 財団法人聖徳学園となる。東京都港区三田に新校舎を建築。
- 1957年 学校法人東京聖徳学園となる。

（この間の沿革は学校法人東京聖徳学園#沿革を参照）
- 1965年 千葉県松戸市に聖徳学園短期大学を開設（保育科・家政科）。
- 1966年 聖徳学園創立者・理事長・学長川並香順死去。川並孝子が学長、息子の川並弘昭が理事長に就任。
- 1973年 学長川並孝子死去。理事長の川並弘昭が学長を兼務。
- 1990年 聖徳大学開学（人文学部児童学科、日本文化学科、英米文化学科）。聖徳学園短期大学は聖徳大学短期大学部に改称。
- 1994年 人文学部に人文学専攻科児童教育専攻を開設。
- 1995年 人文学部に人文学専攻科日本語・日本文学専攻、英語教育専攻を開設。
- 1998年 聖徳大学大学院（共学）開設（児童学研究科児童学専攻修士課程、言語文化研究科日本文化専攻修士課程、英米文化専攻修士課程）。
- 1999年 人文学部に音楽文化学科を開設。大学院児童学研究科児童学専攻修士課程に通信制を開設。
- 2000年 人文学部に現代ビジネス学科を開設。大学院博士課程（後期）を開設のため、修士課程を博士課程（前期）とする。
- 2001年 大学に人文学部児童学科、日本文化学科、英米文化学科の通信教育部を開設。人文学部に生活文化学科（管理栄養士専攻・食物栄養専攻）を開設。
- 2002年 人文学部に臨床心理学科を開設。大学院に音楽文化研究科音楽表現専攻、音楽教育専攻修士課程を開設
- 2003年 人文学部に外国語学科を開設。大学院に人間栄養学研究科人間栄養学専攻（博士前期・後期課程）を開設。大学院児童学研究科児童学専攻の通信制に博士後期課程を開設。
- 2004年 大学院臨床心理学研究科臨床心理学専攻博士前期・博士後期課程を開設。大学院音楽文化研究科に音楽専攻博士後期課程を開設。
- 2005年 人文学部に社会福祉学科を開設。人文学部の通信教育部に社会福祉学科を開設。
- 2006年 人文学部に生涯教育文化学科を開設。人文学部の通信教育部に心理学科を開設。臨床心理学科を心理学科に改称。生活文化学科を人間栄養学科に改称。
- 2008年 人文学部音楽文化学科を音楽学部演奏学科、音楽総合学科に改組転換。人文学部児童学科を児童学部児童学科に改組転換。人文学部女性キャリア学科を開設。
- 2009年 大学院に教職研究科（教職大学院）を新設。
- 2010年 人文学部人間栄養学科を人間栄養学部人間栄養学科に改組転換。
- 2011年 理事長・学長の川並弘昭が死去。理事長・学長に川並弘純が就任。
- 2012年 人文学部心理学科、社会福祉学科を心理・福祉学部心理学科、社会福祉学科に改組転換。通信教育部の人文学部心理学科、社会福祉学科を心理・福祉学部心理学科、社会福祉学科に改組。
- 2013年 人文学部の生涯教育文化学科、女性キャリア学科、英米文化学科、日本文化学科を文学部文学科へ改組。通信教育部人文学部英米文化学科、日本文化学科を通信教育部文学部文学科へ改組。
- 2014年 看護学部看護学科を新設。
- 2018年 大学院に看護学研究科看護学専攻修士課程を開設。
- 2022年 教育学部（児童学科、教育学科）を新設。児童学部の学生募集を停止。

## 学部

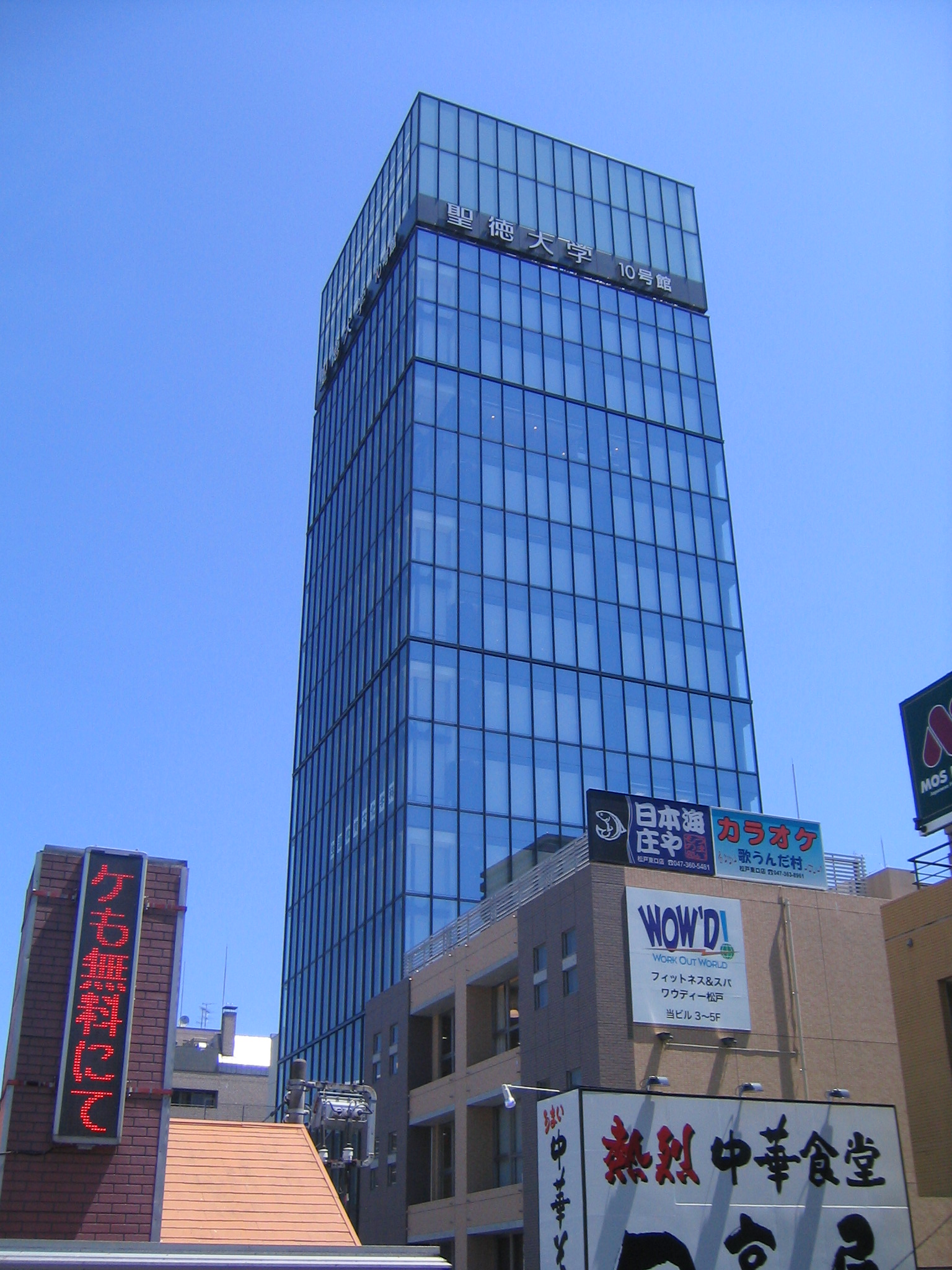
聖徳大学10号館(生涯学習社会貢献センターが入居)

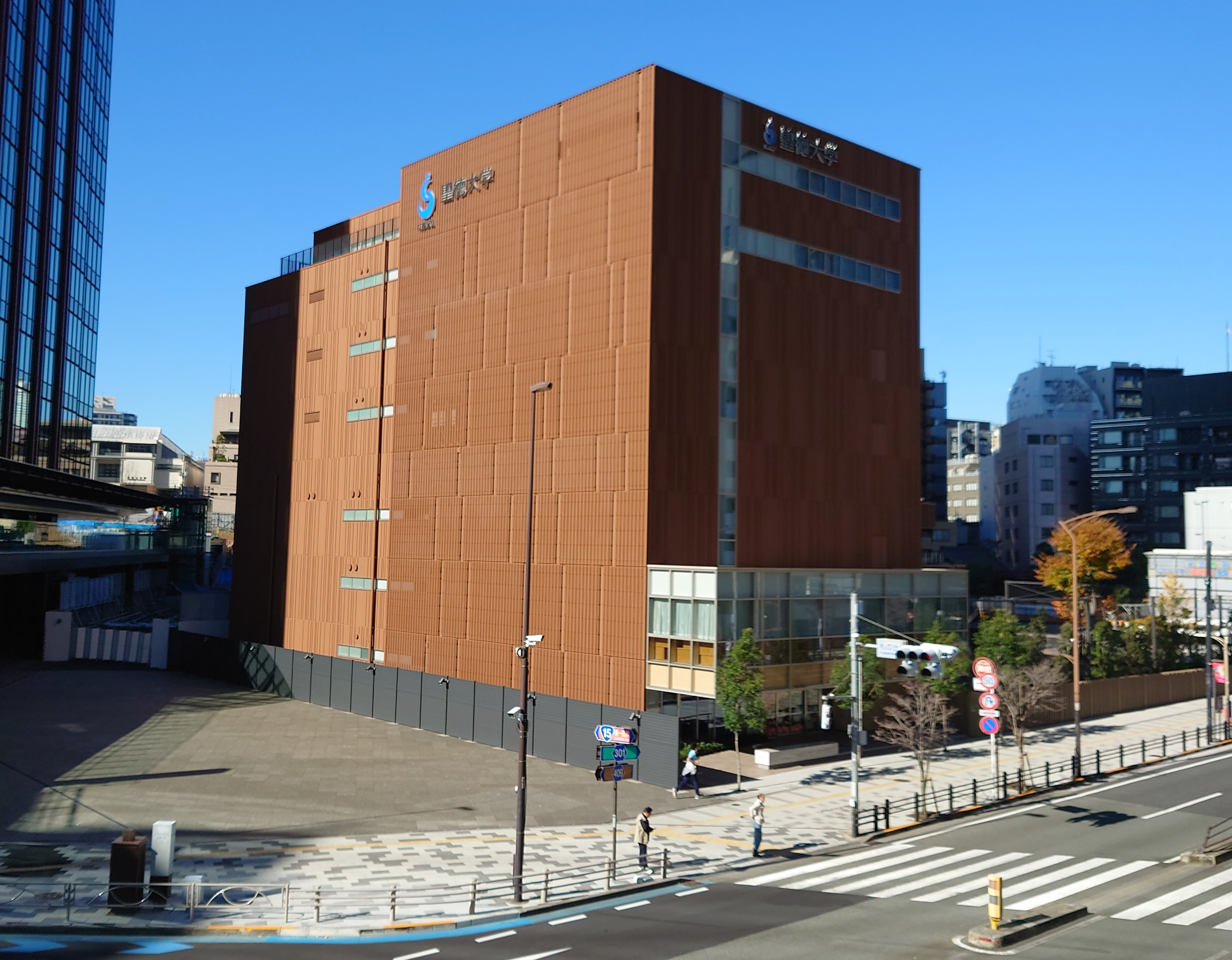
サテライトキャンパス(東京都港区)

- 教育学部
  - 児童学科
    - 幼稚園教員養成コース（昼間主・夜間主）
    - 保育士養成コース（昼間主・夜間主）
    - 児童心理コース（昼間主・夜間主）
    - 児童文化コース（昼間主）

  - 教育学科
    - 小学校教員養成コース（昼間主・夜間主）
    - 特別支援教育コース（昼間主・夜間主）
    - スポーツ教育コース（昼間主）
- 心理・福祉学部
  - 心理学科
    - 産業・社会心理専修
    - 危機管理専修
    - 心理支援専修
    - 教育・発達心理専修
    - 家族支援専修

  - 社会福祉学科
    - 社会福祉コース
    - 介護福祉コース
    - 養護教諭コース
- 文学部
  - 文学科
    - 英語・英文学コース
    - 日本語・日本文学コース
    - 歴史文化コース
    - 図書館情報コース
    - 書道文化コース
    - 教養デザインコース
- 人間栄養学部
  - 人間栄養学科（管理栄養士養成課程）
- 看護学部
  - 看護学科
- 音楽学部
  - 音楽学科
    - プロアーティストメジャー
    - 音楽表現メジャー
    - 音楽教育メジャー
    - 音楽療法メジャー

## 大学院
男女共学で昼夜開講制をとっている。
- 児童学研究科
  - 児童学専攻（博士前期課程）
    - 児童学コース
    - 心理学コース
    - 保育学コース

  - 児童学専攻（博士後期課程）
- 臨床心理学研究科
  - 臨床心理学専攻（博士前期課程・博士後期課程）
- 言語文化研究科
  - 日本文化専攻（博士前期課程）
    - 日本語分野
    - 日本文学分野
    - 日本文化分野

  - 日本文化専攻（博士後期課程）
  - 英米文化専攻（博士前期課程）
    - 英米の文化領域
    - 英米の文学領域
    - 英語学領域

  - 英米文化専攻（博士後期課程）
- 人間栄養学研究科
  - 人間栄養学専攻（博士前期課程・博士後期課程）
    - 食物科学領域
    - 栄養科学領域
- 看護学研究科
  - 看護学専攻（修士課程）
    - 看護教育・管理学分野
    - 実践看護学分野
- 音楽文化研究科
  - 音楽表現専攻（博士前期課程）
    - 作曲・理論コース
    - 声楽コース
    - 器楽コース（独奏・アンサンブル）

  - 音楽教育専攻（博士前期課程）
    - 音楽教育コース
    - 音楽研究コース
    - 音楽療法コース

  - 音楽専攻（博士後期課程）
- 教職研究科（教職大学院）
  - 教職実践専攻（専門職学位課程）
    - 幼児教育コース（昼夜開講・2年制／以下の専修に所属の場合は昼間・1年制）
    - 学校組織マネジメント専修
    - カリキュラムマネジメント専修
    - 特別支援教育専修
    - 児童教育コース（昼夜開講・2年制／以下の専修に所属の場合は1年制）
    - 学校組織マネジメント専修
    - カリキュラムマネジメント専修
    - 特別支援教育専修
    - 組織管理マネジメント専修（当専修のみ昼間・1年制）（募集停止）

## 通信教育部
学部・学科
- 教育学部
  - 児童学科
  - 教育学科
- 心理・福祉学部
  - 心理学科
  - 社会福祉学科
- 文学部
  - 文学科
- 人文学部（上に記した3学部に改組されたため、学生募集停止）
  - 心理学科
  - 児童学科
  - 社会福祉学科
  - 英米文化学科
  - 日本文化学科

大学院
- 児童学研究科
  - 児童学専攻（博士前期課程・博士後期課程）

## 大学関係者と組織

### 大学関係者一覧
- 聖徳大学の人物一覧

## 対外関係

### 他大学との協定
千葉県内の私立大学・短期大学間及び放送大学間における単位互換制度に参加している。

## 附属学校
学校法人東京聖徳学園#設置校を参照

## 註釈
1. ↑  聖徳学園七十年の歩み『聖徳学園七十年史編集委員会』川並弘昭、2003/12/6日発行、28頁。ISBN 4-915967-23-9。
2. ↑  “聖徳学園の人間教育「和」”. www.seitoku.jp. 2020年5月30日閲覧。
3. ↑  聖徳学園七十年の歩み『聖徳学園七十年史編集委員会』川並弘昭、2003/12/6日発行、315頁。ISBN 4-915967-23-9。
4. ↑  聖徳学園七十年の歩み『聖徳学園七十年史編集委員会』川並弘昭、2003/12/6日発行、219頁。ISBN 4-915967-23-9。
5. ↑  “大学・短大1043校を無償化 31校は申請せず”. 日本経済新聞 電子版. 2020年5月30日閲覧。
6. ↑  “大学紹介 | 聖徳大学・聖徳大学短期大学部”. www.seitoku.jp. 2020年5月30日閲覧。
7. ↑  “歴史と現状｜免許、資格の取得なら、サポート充実の聖徳大学　総合女子大学”. www.seitoku.jp. 2020年5月30日閲覧。
8. ↑  “単位互換制度｜免許、資格の取得なら、サポート充実の聖徳大学　総合女子大学”. www.seitoku.jp. 2020年5月30日閲覧。